# Trézéguet
 Ikke at forveksle med David Trezeguet.
Mahmoud Ahmed Ibrahim Hassan (arabisk: محمود أحمد إبراهيم حسن; født 1. oktober 1994), kendt som Trézéguet, er en egyptisk professionel fodboldspiller, som spiller for Süper Lig-klubben Trabzonspor og Egyptens landshold.

## Klubkarriere

### Al Ahly
Trézéguet begyndte sin karriere i hjemlandet hos Al Ahly. Det var imens han spillede for Al Ahlys ungdomshold, at han fik kælenavnet Trézéguet, fordi at han mindede en af ungdomstrænerene om den franske fodboldspiller David Trezeguet.
Trézéguet debuterede for førsteholdet i 2012. Han var i sin tid hos Al Ahly med til at vinde det egyptiske mesterskab i 2013-14 sæsonen, og CAF Champions League i 2012 og i 2013.

### Anderlecht
Trézéguet skiftede i august 2015 til belgiske Anderlecht på en lejeaftale, som blev gjort permanent i maj 2016.

#### Leje til Mouscron
Trézéguet blev lånt til Mouscron i 2016-17 sæsonen.

### Kasımpaşa
Trézéguet skiftede i juli 2017 til Kasımpaşa på en lejeaftale. Han imponerede i Tyrkiet, og Kasımpaşa gjorde aftalen permanent i juli 2018.
Trézéguet blev nomineret til årets spiller i Süper Lig for 2017-18 sæsonen, men prisen gik til Bafétimbi Gomis.

### Aston Villa
Trézéguet skiftede i juli 2019 til Aston Villa. Han scorede den 28. januar 2020 det vindende mål i semifinalen af EFL Cuppen imod Leicester City, og sendte hermed Villa til deres første finale siden 2010.

#### Leje til İstanbul Başakşehir
Trézéguet blev i februar 2022 udlånt til İstanbul Başakşehir.

### Trabzonspor
Trézéguet skiftede i juli 2022 til Trabzonspor på en permanent aftale.

## Landsholdskarriere

### Ungdomslandshold
Trézéguet har repræsenteret Egypten på U/20-niveau. Han var del af holdet som vandt U/20-Africa Cup of Nations i 2013.

### Seniorlandshold
Trézéguet debuterede for Egyptens landshold den 15. november 2014. Han har været del af Egyptens trup ved flere internationale tuneringer.

## Titler
Al Ahly
- Egyptiske Premier League: 1 (2013-14)
- Egyptiske Super Cup: 2 (2012, 2014)
- CAF Champions League: 2 (2012, 2013)
- CAF Super Cup: 2 (2013, 2014)
- CAF Confederation Cup: 1 (2014)

Trabzonspor
- Tyrkiske Super Cup: 1 (2022)

Egypten U/20
- U/20-Africa Cup of Nations: 1 (2013)

Individuelle
- Süper Lig Sæsonens hold: 2 (2017-18, 2018-19)